# Ozmin
Az Ozmin valószínűleg a germán eredetű Oswin névből származik, a jelentése: istenség + barát.

## Gyakorisága
Az 1990-es években szórványos név, a 2000-es években nem szerepel a 100 leggyakoribb férfinév között.

## Névnapok
- május 21.[2]
- augusztus 20.[2]

## Híres Ozminok
Józsa Ozmin (2006- )